# Stadion Miejski w Jeleniej Górze
Stadion Miejski – wielofunkcyjny stadion w Jeleniej Górze, w Polsce. Obiekt może pomieścić 7558 widzów. Swoje spotkania rozgrywają na nim piłkarze klubu Karkonosze Jelenia Góra.
Stadion powstał w latach 20. XX wieku. W latach 2011–2013 został zmodernizowany. Obiekt miał być jednym z centrów pobytowych podczas Euro 2012, jednak opóźnienia w inwestycji to uniemożliwiły. Stadion jest częścią Parku Sportowego Złotnicza.
27 października 2015 roku na arenie rozgrywany był towarzyski mecz piłkarskich reprezentacji kobiecych Polski i Holandii. Po pierwszej połowie (po której Polki prowadziły 1:0) na stadionie doszło do awarii oświetlenia i spotkania nie udało się dokończyć.